# Franz Stigler
Ludwig Franz Stigler (Amberg, 21 agosto 1915 – Vancouver, 22 marzo 2008) è stato un aviatore tedesco. Asso della Luftwaffe, durante la seconda guerra mondiale gli vennero accreditate 25 vittorie aeree. 
Stigler è noto per aver aiutato nel 1943 un B-17 americano danneggiato pilotato dal sottotenente Charles "Charlie" Brown.

## Biografia

### Primi anni di vita
Stigler nacque il 21 agosto 1915 ad Amberg, in Baviera. Suo padre era stato un pilota/osservatore durante la prima guerra mondiale.
All'età di 12 anni Stigler iniziò a volare con gli alianti e nel 1933 pilotò un biplano. Prima di unirsi alla Luftwaffe nel 1940, volò alcuni anni per la Deutsche Luft Hansa (il predecessore della Lufthansa).

### Seconda guerra mondiale
Nella Luftwaffe, Stigler divenne pilota istruttore. Uno dei suoi allievi fu Gerhard Barkhorn, che durante la guerra abbatté oltre 300 aerei in combattimento. Lo stesso Stigler operò in 487 missioni di combattimento, abbattendo 28 aerei mentre lui stesso è stato abbattuto 17 volte (si è salvato sei volte ed è atterrato con l'aereo danneggiato 11 volte). Suo fratello August, anch'egli pilota, morì in un incidente aereo mentre era ai comandi di un Junkers Ju 88 nell'agosto 1940.
Come membro del Jagdgeschwader 27 (27º stormo caccia) in Nord Africa e in Europa, e dello squadrone di caccia a reazione Jagdverband 44, Stigler volò in combattimento con il Messerschmitt Bf 109 e il Messerschmitt Me 262.
Durante la campagna del Nord Africa, Stigler volò come componente di uno Schwarm composto dall'Oberleutnant Ferdinand Vögl, comandante della 4. Staffel, dall'Oberfeldwebel Karl-Heinz Bendert e dall'Oberfeldwebel Erwin Sawallisch. A quel tempo, la maggior parte delle vittorie aeree ottenute sarebbero state attribuite solo a questi quattro piloti. In confronto, le rivendicazioni presentate da Vögl, Bendert, Sawallisch e Stigler superavano di gran lunga il numero di vittorie aeree rivendicate da altre unità del JG 27 sollevando notevoli dubbi all'interno della Luftwaffe. A questo Schwarm del JG 27 venne impedito di volare insieme dopo che l'asso Hans-Arnold Stahlschmidt riferì di averli visti sparare tra le dune del deserto durante una missione in cui ottennero 12 vittorie aeree.
Il 15 maggio 1943, Stigler rimase ferito quando il suo Bf 109 G-6 (Werknummer 15371 - numero di fabbrica) subì un guasto al motore costringendolo ad un atterraggio d'emergenza vicino all'aeroporto di Milo, in Sicilia.
Il 13 gennaio 1944 Stigler fu nominato Staffelkapitän (capo squadriglia) del 12. Staffel del JG 27. Succedette all'Oberleutnant Werner Küffner, ucciso in azione il giorno prima. Lo Staffel era subordinato al IV. Gruppe del JG 27 sotto il comando dell'Hauptmann Otto Meyer. Il 13 maggio Stigler fu tolto dal comando della 12. Staffel, posto poi affidato all'Oberleutnant Ernst-Wilhelm Reinert. Stigler fu quindi nominato Staffelkapitän dell'8. Staffel del JG 27, succedendo all'Oberleutnant Kurt Hammel che venne trasferito. Il 15 agosto, 8. Staffel venne ribattezzato 11. Staffel. Quando il 1º ottobre il Gruppenkommandeur (comandante del gruppo) del III. Il Gruppe del JG 27, il maggiore Ernst Düllberg, fu trasferito, Stigler assunse temporaneamente il comando del Gruppe. Il 27 ottobre Stigler fu trasferito all'Ergänzungs-Jagdgeschwader 1. Il comando dell'11. Staffel fu quindi passato all'Oberleutnant Karl Kohl mentre il comando del Gruppe andò all'Oberleutnant Peter Werfft.

## Incontro con l'Ye Olde Pub
Il 20 dicembre 1943, Stigler, durante uno scontro sui cieli della Germania contro bombardieri B-17, incontrò un B-17, soprannominato Ye Olde Pub e pilotato da Charles "Charlie" Brown, gravemente danneggiato. Stigler aveva già abbattuto due B-17 e quando vide quello pilotato da Brown, decise di andarlo a finire. Allineandosi con il bombardiere per abbatterlo, notò che il mitragliere di coda non muoveva mai le armi. Dopo un'ulteriore ispezione dell'aereo, vide attraverso grandi buchi nella fusoliera un equipaggio frenetico che cercava di salvare la vita dei suoi compagni aviatori e così decise di non sparare.
Si dice che Stigler abbia detto "per me sarebbe stato come sparare a un paracadute", in riferimento a una dichiarazione del suo comandante e mentore Gustav Rödel; "Se vedo o sento che uno di voi spara a un uomo con il paracadute, vi sparo io stesso!". Stigler fece cenno a Brown di far atterrare il suo aereo nella Svezia neutrale a causa degli ingenti danni. Brown però non capì e decise di continuare a volare verso l'Inghilterra. Stigler scortò il B-17 e il suo equipaggio sulla costa del Mare del Nord, proteggendolo dai cannonieri antiaerei tedeschi (che riconobbero la sagoma del suo BF-109 e trattennero il fuoco). Una volta sull'acqua, dopo aver salutato il bombardiere, se ne andò per tornare alla base.

### Conseguenze
Stigler non parlò mai dell'incidente perché avrebbe potuto essere portato davanti alla corte marziale e giustiziato. Nel 1953 il pilota tedesco si trasferì in Canada e divenne un uomo d'affari di successo. Dall'altra parte, Brown decise di comunicare l'accaduto ai suoi ufficiali in comando, che scelsero però di mantenere segreto l'incidente. Anni dopo, nel 1990, Brown cercò il pilota tedesco che li lasciò vivere quel giorno, e alla fine i due piloti, insieme all'equipaggio del Ye Olde Pub, si incontrarono faccia a faccia, mezzo secolo dopo.
Tra il 1990 e il 2008, Brown e Stigler divennero amici intimi e rimasero tali fino alla loro morte, avvenuta a pochi mesi di distanza l'uno dall'altro nel 2008.

## Rivendicazioni di vittorie aeree
Mathews e Foreman, autori di Luftwaffe Aces — Biographies and Victory Claims, effettuarono ricerche negli archivi federali tedeschi dove trovarono documenti per 26 rivendicazioni di vittorie aeree, oltre ad un'altra non confermata. Tutte le sue vittorie aeree sono state rivendicate sugli Alleati occidentali sul fronte occidentale o in Nord Africa e includono cinque bombardieri pesanti quadrimotori.
È probabile che questa lista sia breve poiché dopo il suo incontro con l'Ye Olde Pub, Stigler, affermò di aver perso la voglia di perseguire la Croce di Cavaliere e di aver smesso di rivendicare vittorie individuali. Inoltre, dopo essersi arreso agli alleati, il suo diario di bordo venne confiscato e non è mai stato restituito, rendendo così difficile tracciare le sue vittorie precedenti.

## Nella cultura di massa
- Nel 2014 la band heavy metal svedese Sabaton pubblica "No Bullets Fly", canzone che racconta l'incontro e la successiva amicizia tra Stigler e Brown.